# Garzeno
Garzeno (Garzee in dialetto comasco, AFI: /ɡarˈdzeː/) è un comune italiano di 650 abitanti della provincia di Como in Lombardia.

## Geografia fisica
Garzeno è l'ultimo comune della Valle Albano. La frazione di Catasco è costruita sui depositi di una gigantesca frana non ancora del tutto assestata.

## Storia
La strada che da Garzeno porta al passo San Jorio fu per secoli utilizzata per mettere in collegamento la Val Mesolcina con i territori più settentrionali del lago di Como.
Proprio attraverso questa strada e, in particolare, nella direzione che dal Canton Grigioni porta verso il Lario passarono mire espansionistiche della famiglia Sacco, i feudatari della Val Mesolcina ai quali Federico II nel 1220 concesse in feudo il cosiddetto "Monte di Dongo" e, con esso, Garzeno. Il territorio rimase infeudato ai Sacco fino al 1284.
Nel 1335 il comune di Garzeno risulta far parte della Pieve di Dongo, entro cui rimarrà fino alla fine del XVIII secolo.
Nello stesso anno, gli Statuti di Como citano il comune di Garzeno tra le comunità incaricate della manutenzione dell cosiddetta strada di Mezzola. In particolare, ai garzenatti spettava il compito di "facere archatas sedecim a facta illorum de Stazona in iosum versus lacum".
Nel 1402 il territorio fu nuovamente infeudato dai Sacco, dai quali Garzeno si sganciò definitivamente due anni più tardi, con la morte dell'ultimo discendente della casata.
Passato in seguito ai Trivulzio, Garzeno seguì il destino della pieve di Dongo, che assieme a quelle di Gravedona e di Sorico andò a formare il cosiddetto "feudo delle Tre Pievi".
Nel 1497 le Tre Pievi e la pieve di Nesso vennero concesse in feudo a Lucrezia Crivelli da Lodovico Maria Sforza.
Nel XVI secolo Garzeno e il resto delle Tre Pievi passò dapprima a Gian Giacomo Medici (1535) e in seguito alla famiglia Gallio (1580), la quale esercitò i propri diritti feudali fino a oltre la metà del XVIII secolo.
Nel 1751 il territorio di Garzeno si estendeva già ai cassinaggi di Scireso, Cotasco e Catasco.
Un decreto di riorganizzazione amministrativa del Regno d'Italia napoleonico datato 1807 sancì l'aggregazione del comune di Germasino ed Uniti al comune di Garzeno. La decisione fu tuttavia abrogata con la Restaurazione.

### Simboli
Lo stemma e il gonfalone sono stati concessi con decreto del presidente della Repubblica del 2 ottobre 1989.
Nei quarti trinciati, l'argento e il rosso sono i colori delle Tre Pievi, l'oro e l'azzurro quelli della famiglia Malacrida, che ebbe in feudo il territorio.

## Monumenti e luoghi d'interesse

### Architetture religiose

#### Chiesa dei Santi Pietro e Paolo
Elevata a sede di una parrocchia nel 1478, la chiesa dei Santi Pietro e Paolo ha un'origine ben più antica, essendo già attestata nel 1172.
Ai tempi della visita pastorale del vescovo Ninguarda nel 1593, la chiesa si presentava come un edificio gotico a singola navata, sormontata da quattro archi trasversali e chiusa da un'abside abbellita dalla presenza di affreschi raffiguranti Cristo in maestà con gli Evangelisti e gli apostoli. Nelle pareti della chiesa si aprivano una serie di cappelle laterali, delle quali la quarta a sinistra conserva ancora una parte di alcuni affreschi di Sigismondo De Magistris, probabilmente realizzati negli anni trenta del XVI secolo. All'epoca rinascimentale risalgono anche:
- la volta del pronao, caratterizzata da affreschi raffiguranti lo Spirito Santo e i quattro principali Dottori della Chiesa (prima metà del XVI secolo)[4][15];
- gli affreschi dei santi titolari della chiesa (metà del XVI secolo) che ornano le lunette situate a fianco del portale, così come una Pietà ospitata nella lunetta esterna del portale laterale[4];
- alcuni affreschi del secondo e nel terzo comparto di destra, riportanti una serie di Madonne e santi, in parte attribuiti al pittore locale Battista da Musso[4];
- una vetrata nella finestra dell’ultima cappella a sinistra, riportante una Natività attribuita a Domenico da Blevio[4];
- le due vetrate situate ai lati del presbiterio, realizzate tra la fine del Quattrocento e l'inizio del Cinquecento e raffiguranti, rispettivamente, San Pietro e San Paolo.[4]

La chiesa fu profondamente ristrutturata nel XVII secolo, attraverso una serie di interventi che, oltre a stravolgere l'impianto strutturale, comportarono la realizzazione di nuovi affreschi. A questo periodo risalgono le decorazioni del presbiterio, che oltre a una serie di ricchi stucchi ospita i dipinti di Storie dei santi Pietro e Paolo, Incoronazione della Vergine e Dottori della Chiesa di Giovanni Mauro della Rovere. A Giovanni Paolo Recchi si devono invece gli affreschi nelle due cappelle di Sant'Antonio e della Vergine del Rosario.

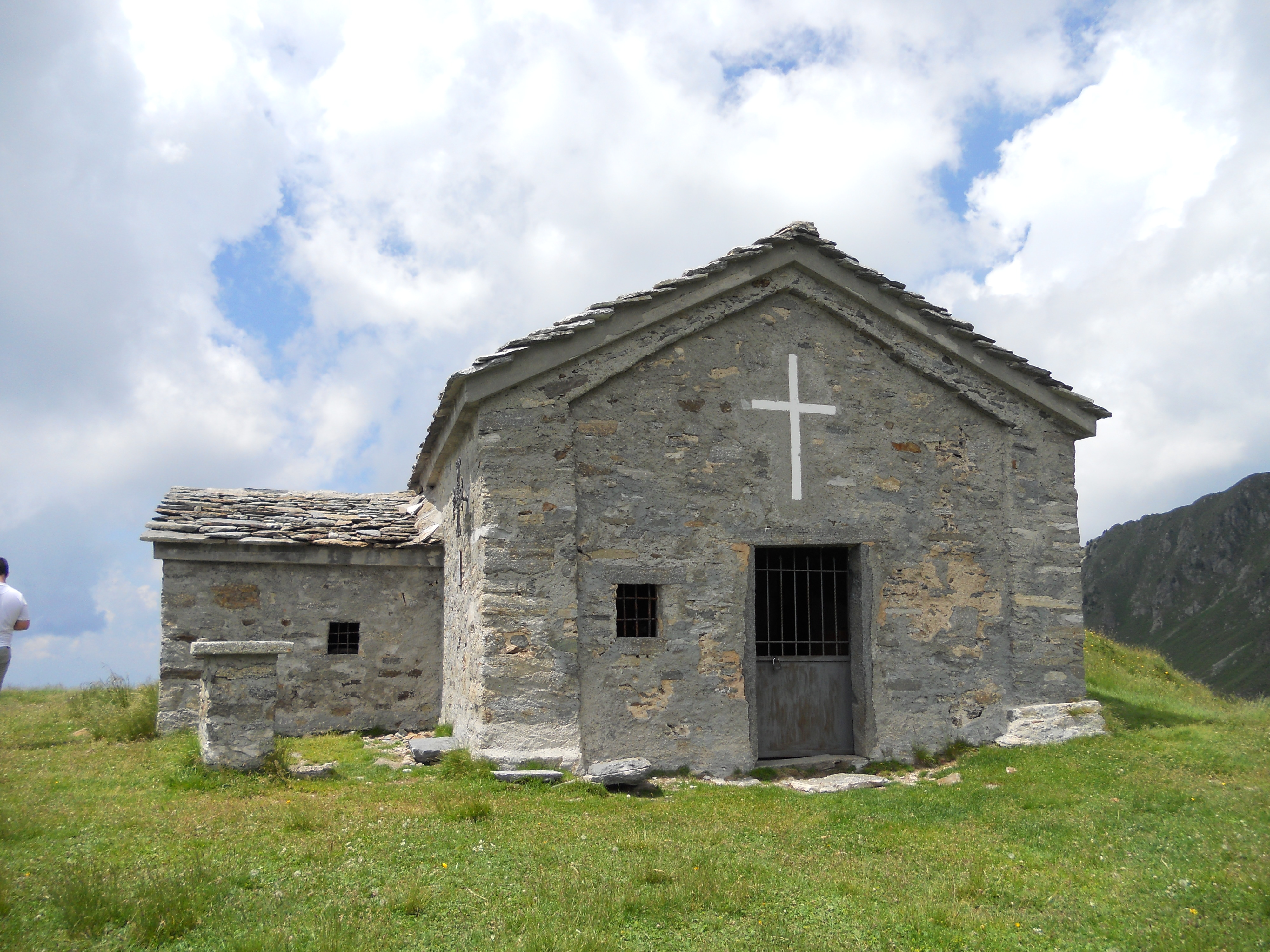
Chiesa di San Jorio

##### Chiesa di San Jorio
Già attestata nel XVI secolo, la chiesetta di San Jorio si trova poco sopra l'omonimo passo. L'intitolazione della chiesa si deve al suo leggendario costruttore, secondo la tradizione: un eremita.

#### Santuario della Madonna di Quang

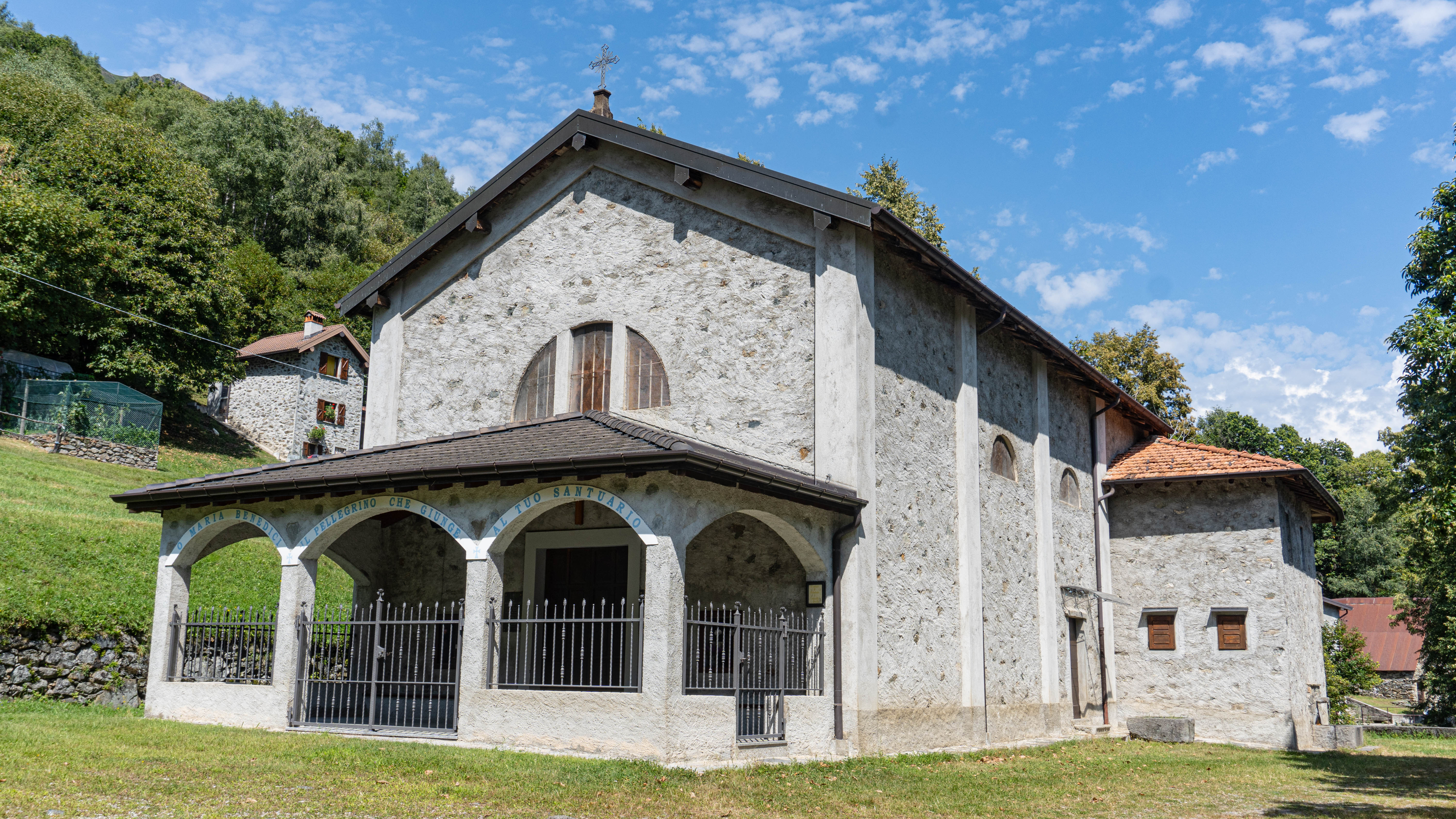
Chiesa dedicata alla Madonna

Sulla strada che da Garzeno pota in direzione di Brenzeglio e dei rifugi "il Giovo" e "San Jorio" si trova la chiesa di Quang.
Inaugurata nel 1947, la chiesa fu dedicata all’Immacolata, alla quale fu riconosciuta riconoscenza per la protezione durante la guerra da poco conclusa.
Esternamente, la chiesa si presenta con una facciata a capanna, in origine preceduta da un pronao che nel 1998 è stato ingrandito e trasformato in un vero e proprio porticato.
Varcato l'ingresso, sulla destra si trova una tela ottocentesca raffigurante una Consegna delle chiavi a san Pietro, opera che in precedenza si trovava sull'altar maggiore della parrocchiale di Garzeno. Nel lato opposto trovano invece posto una statua di Sant'Agnese e un dipinto raffigurante San Giuseppe protettore della buona morte. Dietro all'altare si trova una riproduzione della grotta di Lourdes, affiancata da due piccole nicchie su San Giovanni Bosco sulla Madonna di Caravaggio. Dal 2005 la parete di fondo ospita un dipinto che raffigura la Madonna mentre protegge il paese e i suoi abitanti.

#### Oratorio di San Bernardino
Nella frazione di Catasco si trova l'oratorio di San Bernardino, di recente fattura ma eretto al posto di una precedente chiesetta già attestata nel 1788. L'oratorio ospita una tela settecentesca raffigurante una Vergine in gloria con santi.

### Architetture civili

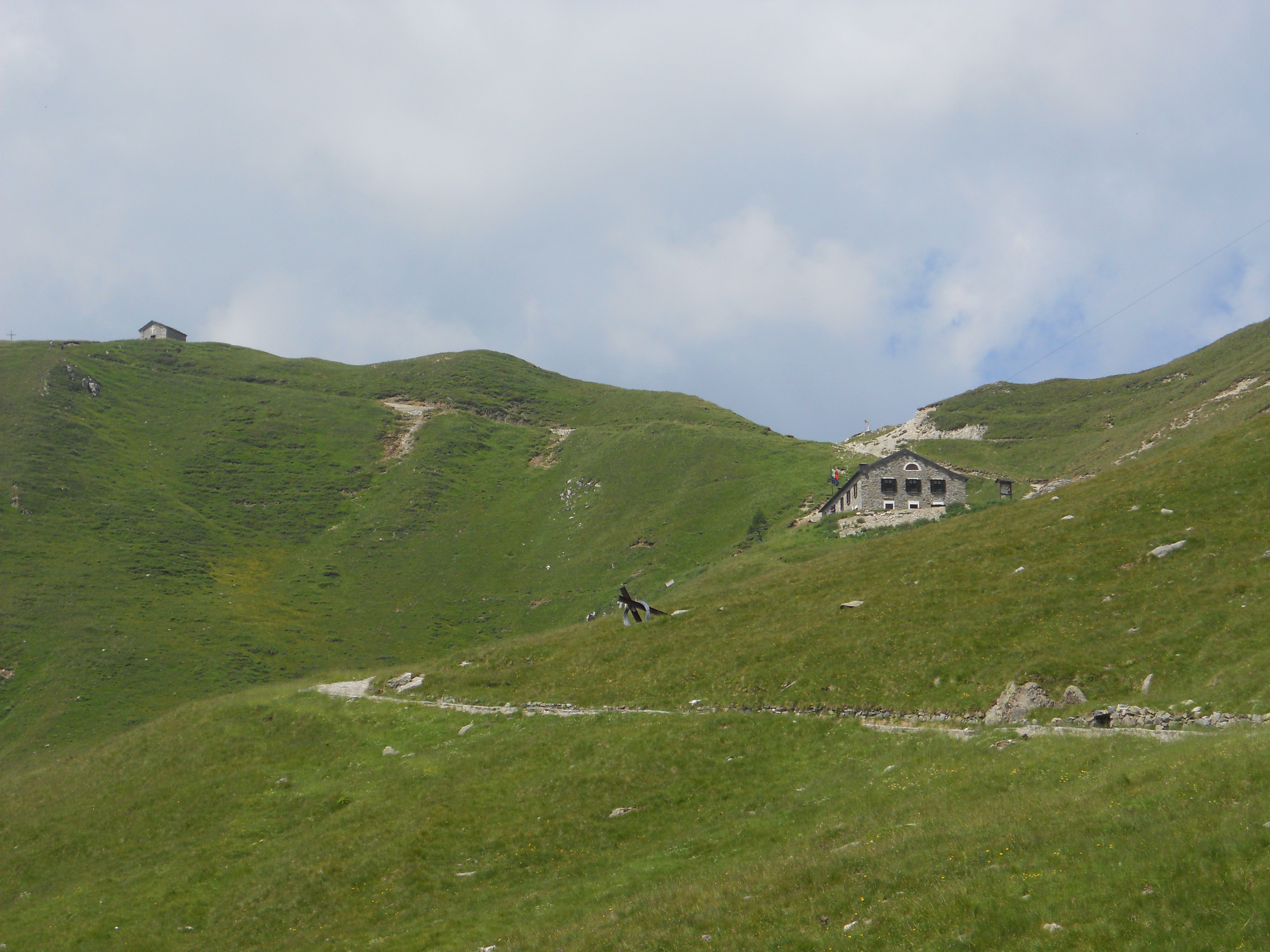
Il Rifugio San Jorio e, in cima a sinistra, la Chiesa di San Jorio

#### Centro storico
Nel centro storico di Garzeno si trovano numerosi cappelline e fontanili, oltre a una serie di case rustiche che, specialmente in via Lamiolo, presentano facciate decorate da affreschi votivi.

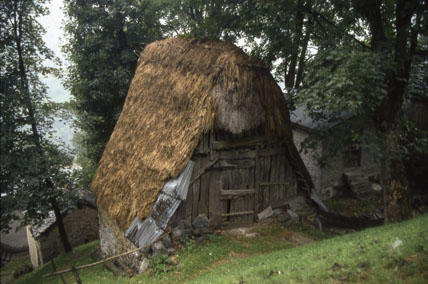
Una tipica masun

#### "Masun"
Nel territorio di Garzeno si trovano numerose masun (o masün), tipiche baite rurali di montagna con tetto a falde molto inclinate e copertura in paglia di segale), realizzate secondo uno schema costruttivo in voga nel Medioevo.

#### Rifugi
Una ex caserma della Guardia di Finanza attiva dal 1870 al 1976 ospita oggi il Rifugio "il Giovo", collocato in prossimità del Motto di Paraone che separa la Valle di San Jorio dalla Valle dell'Albano.
Altri rifugi raggiungibili da Garzeno sono il rifugio San Jorio e il rifugio "Sommafiume".

## Società

### Evoluzione demografica

#### Demografia pre-unitaria
- 1751: 850 abitanti[6]
- 1771: 948 abitanti[7]
- 1805: 1 178 abitanti[9]
- 1809: 1 737 abitanti (dopo l'annessione di Germasino)[9]
- 1853: 1 580 abitanti[23]

#### Demografia post-unitaria
Abitanti censiti

## Geografia antropica
Il territorio comunale si compone del nucleo di Garzeno e da alcune frazioni (tra cui Brenzeglio e Catasco) sparpagliate sulle coste dei monti.

## Economia
Fino al secolo scorso l'economia degli abitanti di Garzeno si basava sull'allevamento e sulla pastorizia.